# 제시 산타나

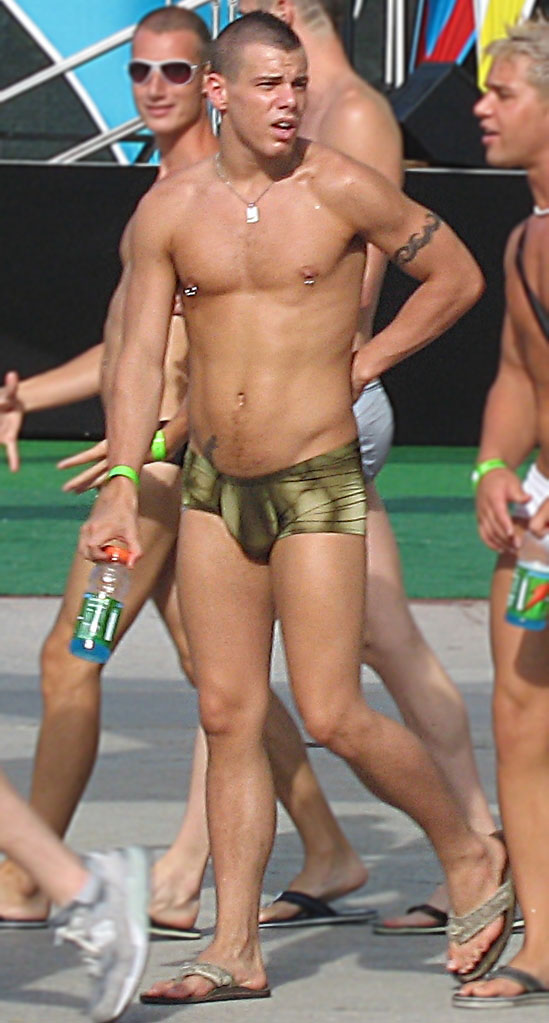
제시 산타나

제시 산타나(Jesse Santana, 1986년 5월 8일 ~ )는 미국의 포르노 배우로, 게이 포르노에 종사한다.